# Переразложение
Переразложе́ние (метана́лиз, деглютина́ция, устаревшее абсорбция) — морфологическое явление: смещение морфемных границ в слове или привычном словосочетании, в результате которого ранее единая морфема может превратиться в последовательность из двух морфем, а последовательность двух и более морфем — в одну на основе опрощения (как в лат. proforma > рус. проформа); часто переразложение происходит сдвиг границ морфем или слов (к примеру, в др.-русск. сън имъ > рус. с ним, фр. m’amie 'моя подруга' > ma mie 'моя милая').
Термин «переразложение» введён В. А. Богородицким. Ранее, в том числе и самим Богородицким, использовался устаревший термин «абсорбция» (лат. absorbtio — поглощение), орфографические варианты апсорпция и абсорпция; изменение морфемных границ образно представлялось как «поглощение» одной морфемы другой.

## Причины
Переразложение наиболее характерно для флективных языков, где обусловлено фузионным соединением морфем (так, в истории славянских языков тематический гласный основ на *-a отошёл к окончанию, ср. рус. рук-ами).
Вообще переразложение зачастую действует «слева направо» (прогрессивно), расширяя окончания за счёт основ в силу высокой повторяемости окончаний. Известны случаи и регрессивного переразложения, от окончания к основе. Например, первоначально в латинском языке существовал суффикс -tor (adiu-tor, salva-tor, ama-tor и т. д.), во французском языке звук [t] из этого суффикса стал ощущаться как часть основы (не doc-teur, но doct-eur и т. п.), и по аналогии с данными словами образовались новые со вторичным суффиксом: buv-eur вместо лат. bibi-tor, sauv-eur вместо лат. salva-tor.
Нередки случаи переразложения при лексических заимствованиях между языками с разной структурой (например, суахили ki-tabu, мн. ч. vi-tabu < араб. kitabu‎ 'книга' — начало слова на mu-, ki- и некоторые другие сочетания в иноязычных словах осмысливается в языках банту как префикс именного класса), нередко входит в число структурных изменений при пиджинизации (как англ. too much > tumɔs в камерунском пиджине вес-кос).
Также примером переразложения является используемый в лингвистической терминологии элемент -ема (фонема, морфема), полученный намеренным переразложением др.-греч. φώνη-μα > φών-ημα.

## Примеры в русском языке
Слово зонт образовано в результате переосмысления нидерл. zonnedeck (букв. «крыша от солнца»), которое было воспринято как имеющее уменьшительный суффикс -ик — зонт-ик. Далее, по аналогии с другими словами русского языка, имеющими такой же суффикс, было образовано слово зонт, обозначающее предмет уже не маленьких, а нормальных размеров.
Слово опята как множественное число слова опёнок образовано в результате переразложения этого слова по аналогии со словами «котёнок», «лисёнок», «орлёнок» и т. п., хотя этимологически слово опёнок произошло от слова «пень». (В словарях обычно указываются два варианта множественного числа от слова опёнок: «опята» и «опёнки»).
Слово вожатый раньше было существительным «вожатай» с устаревшим суффиксом -атай (как в слове «глашатай»). По аналогии со словами «рогатый», «горбатый» и т. п. произошло переразложение и включение слова в систему склонений имен прилагательных.

## Значение явления
В результате переразложения возникают новые (вторичные) формообразовательные и словообразовательные аффиксы и основы, утрачивающие прямую морфологическую и этимологическую связь с исходными формами.